# Altun Ha

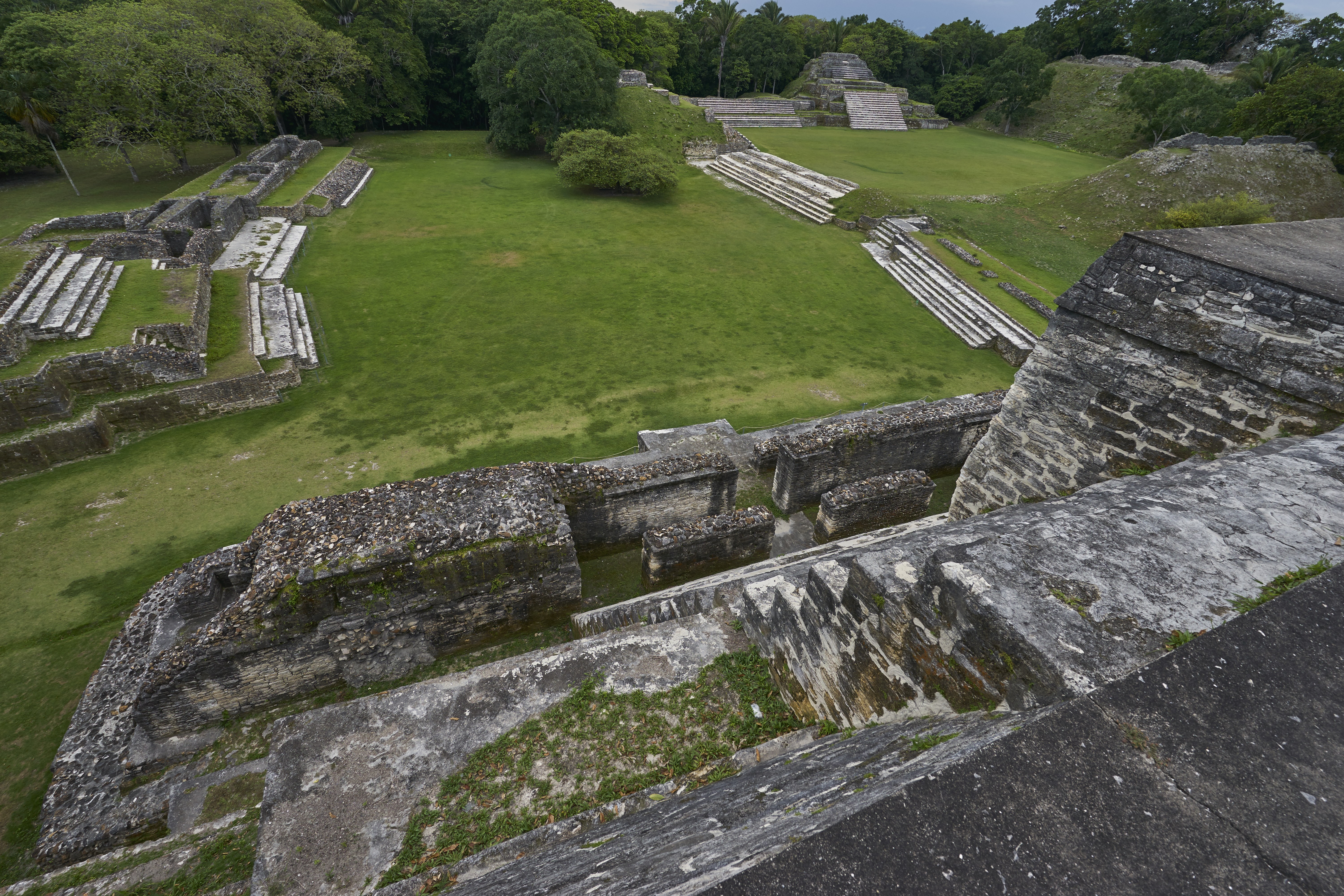
Maya-Ruinen von Altun Ha, Überblick von Struktur B4 zu Struktur A1 im Hintergrund rechts

Altun Ha ist eine Ruinenstadt der Maya etwa 45 Kilometer nördlich von Belize City in Belize und zehn Kilometer westlich des Karibischen Meeres.

## Geschichte

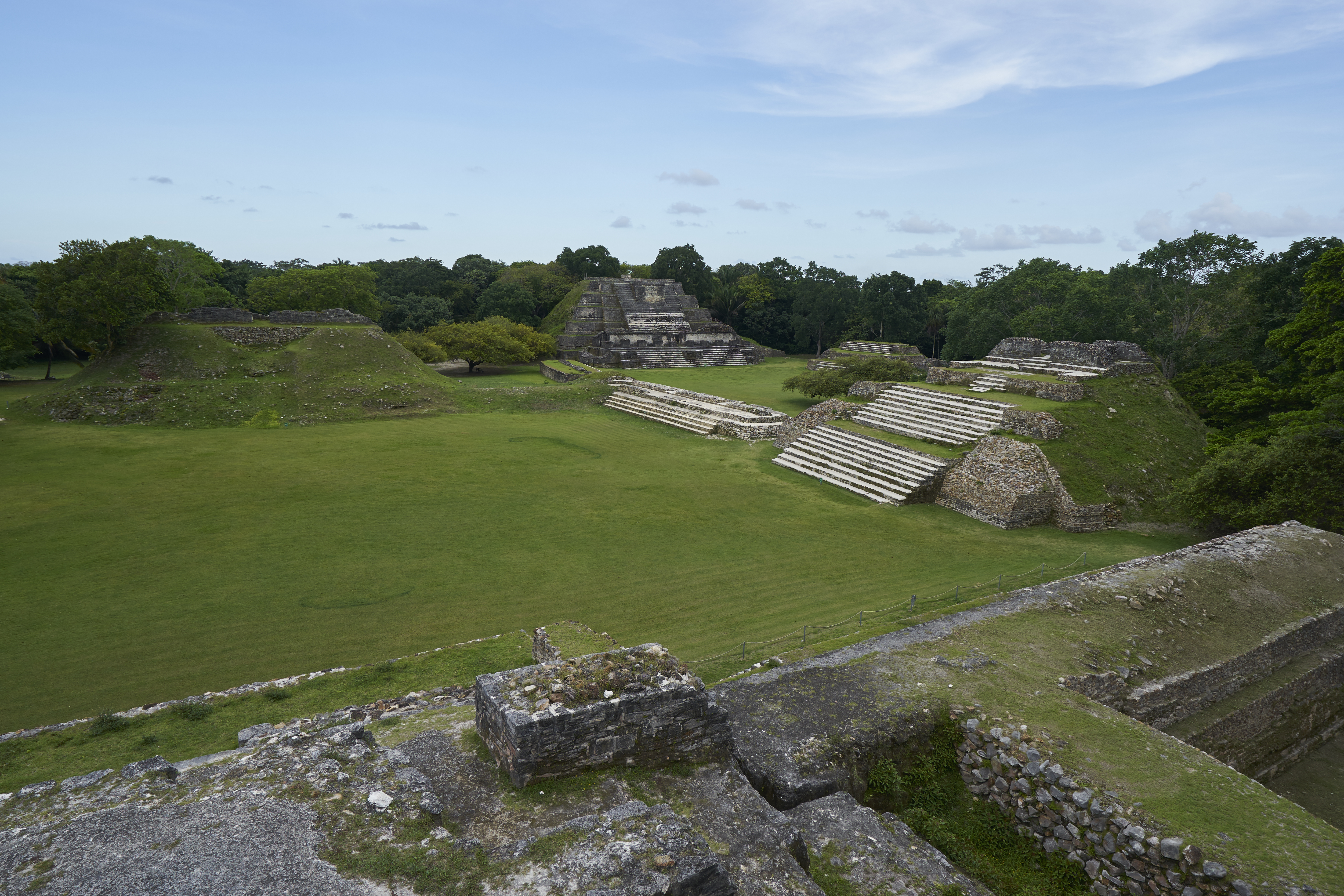
Maya-Ruinen von Altun Ha, Überblick von Struktur A1 zu Struktur B4 im Hintergrund rechts

Erste Siedlungsspuren finden sich in der Mittleren Präklassik um ca. 800 v. u. Z. In der Späten Präklassik war Altun Ha wohl ein Satellit des nahgelegenen Ortes Colha, wandelte sich aber in der Klassik von 280 bis 700 zu einem selbständigen Stadtstaat erster Ordnung. Ab ca. 800 ging die zuvor intensive Bautätigkeit zurück, der Ort hielt sich aber noch bis um das Jahr 1000, bevor er in der frühen Postklassik dann verlassen wurde. Während der Späten Postklassik nach 1225 wurde der Ort erneut besiedelt, wenngleich in bescheidenerem Umfang und nur vorübergehend. Eine wahrscheinliche weitere Neuansiedlung fand im 15. Jahrhundert statt.

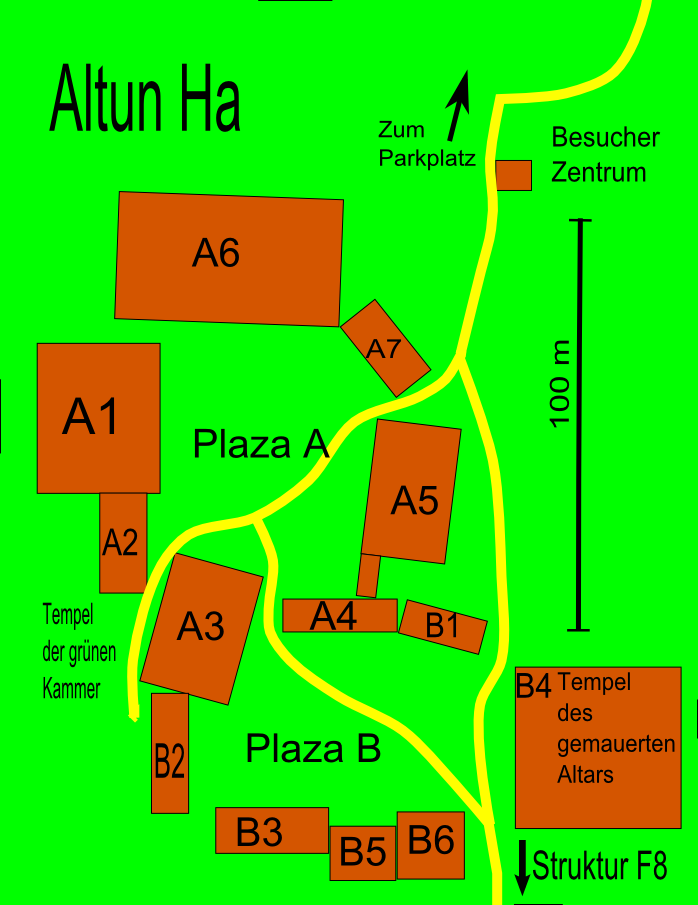
Karte der Zonen A und B von Altun Ha

Trotz seiner überschaubaren Größe gelangte der Ort durch seine Lage am Meer zu großem Wohlstand und etablierte Handels- und politische Beziehungen über große Entfernungen hinweg, bis hin nach Teotihuacán. Der große Wohlstand manifestierte sich nicht nur in der Architektur des Ortes, sondern auch in zahlreichen kostbaren Beigaben der gefundenen Gräber. Insbesondere viele Jadefunde unterstreichen den Reichtum des Ortes, darunter das größte bekannte Jadeobjekt der Maya, ein 15 Zentimeter hoher und 4,5 Kilogramm schwerer Jadekopf, der den Sonnengott K'inich Ajaw darstellt.

## Anlage
Die Ruinenstätte umfasst insgesamt 9 Zonen, nämlich A, B, C, D, E, F, H, J und K, von denen die Zonen A bis E den Kern des Ortes bildeten (touristische Ziele sind dabei meist nur die Zonen A und B). Die Zonen H, J und K bildeten die unmittelbare Peripherie des Ortes, ebenso wie die noch weiter entfernte Zone F, die durch einen ungewöhnlich großen Tempel (die Struktur F8) auffällt.